# Barász Zsigmond
Barász Zsigmond (Budapest, 1878. január 1. – Budapest, 1935. május 28.) magyar sakkozó, sakkmester, magyar sakkbajnok, magántisztviselő. A sakkal foglalkozó nemzetközi szakirodalomban Z. Barász és S. Barász néven is említik.

## Életútja
1906-ban a 2., 1907-ben a 4. helyen végzett a magyar sakkbajnokságon, 1911-ben Balla Zoltánnal holtversenyben megnyerte azt, 1917-ben Breyer Gyula mögött a 2-3. helyen fejezte be a versenyt.
1910-ben a hamburgi versenyen elért győzelmével nemzetközi mester lett.
Neki tulajdonítják a Budapesti védelem elméleti kidolgozásának ötletét, amelyet versenyen 1896-ban Maróczy Géza alkalmazott először, de a nemzetközi köztudatba a kor másik neves mestere Breyer Gyula 1916-os játszmája után került. Ezt követően, főleg az 1920-as évektől nagy népszerűségre tett szert az akkori mesterek között.

## Kiemelkedő versenyeredményei
- 3. helyezés: Charousek Sakk Kör versenye (1904)
- 1. helyezés: Nürnberg főtorna elődöntő (1906)
- 2–4. helyezés: Nürnberg főtorna, döntő (1906)
- 1–2. helyezés: Győr (1906) (Nemzeti verseny, 2. hely)
- 4. helyezés: Magyar bajnokság, Budapest (1907)
- 1-3. helyezés: Prága, főtorna elődöntő (1908)
- 6. helyezés: Prága, főtorna döntő (1908)
- 1. helyezés: Budapesti Sakk Kör versenye, Budapest (1909)
- 1. helyezés: Hamburg főtorna elődöntő (1910)
- 1. helyezés: Hamburg főtorna döntő (1910)
- megosztott 1. helyezés: Magyar bajnokság, Budapest (1911)
- 1–2. helyezés: Budapesti Sakk Kör versenye, Budapest (1912)
- 5. helyezés: Nemzeti verseny, Debrecen (1913)
- 2. helyezés: Budapesti Sakk Kör versenye, Budapest (1916)
- 2-3. helyezés: Budapest (1917)
- 1. helyezés: Budapest (1928)

## Játékereje
A Chessmetrics historikus pontszámításai szerint a legmagasabb Élő-pontszáma 2572 volt 1912 márciusban, amellyel akkor 30. volt a világranglistán. A világranglistán ez volt egyben a legelőkelőbb helyezése is. A legmagasabb egyénileg teljesített performance-értéke 2608 volt, amelyet 1912-ben a Wroclawban rendezett nemzetközi versenyen ért el.